# Wilhelm J. Müller

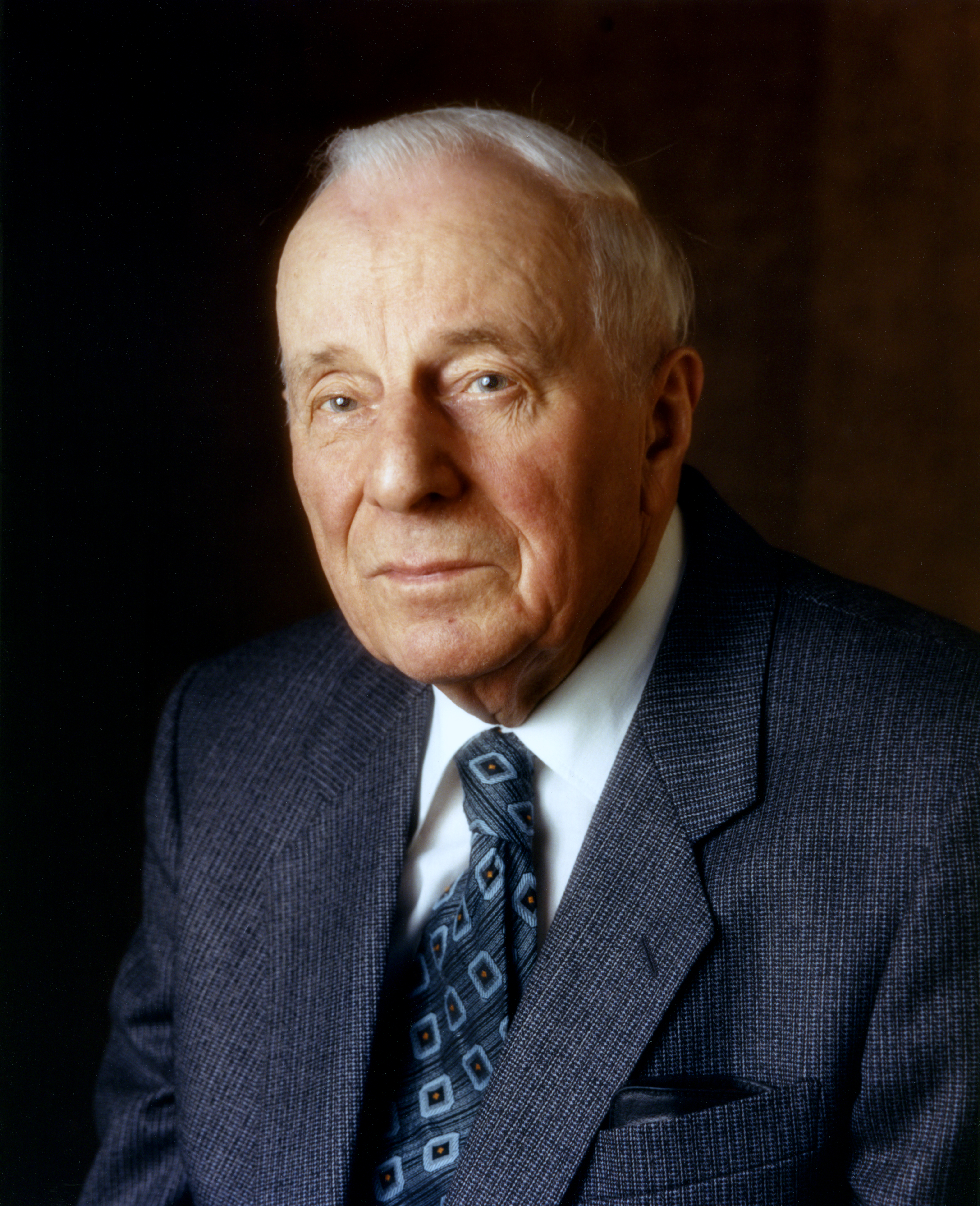
Wilhelm J. Müller (1986)

Wilhelm Johann Müller (* 14. August 1901 in Knapsack; † 3. Juli 1990 in Darmstadt) war ein deutscher Bauingenieur und Hochschullehrer.

## Leben
Müller wuchs in Schlesien auf, wo er am Realgymnasium in Löwenberg das Abitur machte. In den Jahren 1921 bis 1925 studierte er an der Technischen Hochschule Berlin-Charlottenburg Bauingenieurwesen. Die Prüfung zum Dipl.-Ing. bestand Müller mit einer Diplom-Arbeit zu einem von Professor Ludin gestellten Thema über den Ausbau einer Wasserkraftanlage in einem Verbundsystem von Talsperren. Danach war Müller als Ingenieur beim Ruhrverband in Essen tätig, wo er die wichtige Bekanntschaft mit dem renommierten Fachmann Karl Imhoff machte. Mitte 1927 wechselte  Müller zur Stadt Halle/Saale, wo er mehrere Jahre beim Entwurf und Bau von Kanalisationsanlagen und Klärwerken beschäftigt war. In dieser Zeit entstand seine Dissertation Zur Frage der Selbsterwärmung des faulenden Abwasserschlammes, mit der er 1932 bei Professor  Neumann in Stuttgart  promovierte. Im gleichen Jahr übernahm Müller die Leitung des Stadtentwässerungsamtes der Stadt Halle, dem er bis 1946 vorstand. 
Nach seinem Ausscheiden aus dem Kommunaldienst war Müller bis Mitte 1949 als selbständiger beratender Ingenieur für Wasserversorgung, Abwasserbeseitigung und Wasserbau tätig. Ein Vertrag mit der australischen Bundesregierung führte ihn im Juli 1949 nach Sydney, wo er bis Ende 1954 beim Metropolitan Water, Sewerage and Drainage Board Sonderfragen auf allen Gebieten der Abwasserreinigung und der Reinhaltung der Gewässer bearbeitete. Anschließend wirkte Müller beim Metropolitan Water Supply, Sewerage and Drainage  Department der westaustralischen Staatsregierung als Spezial-Ingenieur in beratender Funktion für Abwasserfragen im Siedlungsraum von Perth. Dort hat er insbesondere den Gesamtplan der dortigen Kläranlage, Subiaco Sewage Treatment Works, erstellt.
Im Jahr 1958 wurde Müller auf den Lehrstuhl für Wasserversorgung, Abwasserbeseitigung und Stadtbauwesen der Technischen Hochschule (heute Technische Universität) Darmstadt berufen und 1961 zum Direktor des gleichnamigen Instituts bestellt. Diese Aufgabe hat Müller
bis zu seiner Emeritierung im Frühjahr 1970 wahrgenommen.
Zusammen mit dem Darmstädter Architekturprofessor Max Guther war Müller an einem größeren Entwicklungsprojekt in Äthiopien beteiligt. Die BRD vertrat Müller in der Tagungsgruppe zur Wasserverschmutzung bei der internationalen Organisation OECD.
Müller war seit 1933 mit Ilse T. Kirsten (Mediz. Staatsexamen) verheiratet und hatte 3 Kinder.

## Schriften
- Karl Imhoff, Wilhelm J. Müller, D. K. B. Thistlethwayte: Disposal of sewage and other water-borne wastes. Based on a transl. of Taschenbuch der Stadtentwässerung. 2. Auflage. Butterworths Scientific Publications, London 1971, DNB 108113272.
- Wilhelm J. Müller: Bericht über Probleme der Reinhaltung von Gewässern. Erich Schmidt, Bielefeld 1973, ISBN 3-503-00936-1.
- Wilhelm J. Müller: Nutzung und Wiederverwendung von Abwässern. Erich Schmidt, Bielefeld 1976, ISBN 3-503-01323-7.

## Auszeichnungen
- Star of Honour of Ethiopia verliehen von Kaiser Haile Selassie
- A.M.I.E. Aust